# Guijo de Santa Bárbara
Guijo de Santa Bárbara  es un municipio y localidad española de la provincia de Cáceres, en la comunidad autónoma de Extremadura. Perteneciente a la comarca de La Vera, cuenta con una población de 363 habitantes (INE 2024).

## Geografía física
Está situado en las estribaciones de la sierra de Gredos, al norte de la provincia de Cáceres, en la mancomunidad de La Vera, a unos 878 m sobre el nivel del mar de altitud, estando la parte más baja a 850 m y la más alta a 915 m. Por el término municipal discurre la garganta de Jaranda, cuyas aguas bajan desde la sierra de Gredos.
El municipio de Guijo de Santa Bárbara está asentado sobre la vertiente sur del Sistema Central. Limita con Tornavacas por el norte, con Jarandilla por el sur, con Losar por el este y con Aldeanueva por el oeste.
El clima es de tipo continental templado, con una temperatura media anual entre 12 y 13,5 °C. Los inviernos suelen ser suaves, alcanzando las mínimas absolutas el valor de -5,3 °C aunque se suelen registrar temperaturas más bajas durante olas de frío. Las máximas absolutas pueden rondar los 36,3 °C, pero es bastante raro alcanzar estos valores, siendo en olas de calor extremas. Las temperaturas en verano raramente superan los 35 °C y por las noches la cercanía de la sierra hace que sean agradables.
La precipitación media anual está entre 1150 y 1500 mm, según los datos registrados en los últimos años, con alguno más seco y con otros más húmedos respecto a estos valores. La estación más lluviosa es el otoño-invierno y la más seca el verano, siendo usualmente noviembre el más lluvioso y julio el más seco. Estas altas precipitaciones se alcanzan gracias a la situación de la población, en la que las borrascas del suroeste quedan frenadas por la montaña haciendo que precipiten bastante más en sus inmediaciones.
Como nota final y siendo con toda seguridad común al resto de poblaciones, se observa en los últimos 20-30 años un progresivo aumento de la temperatura, lo cual provoca que no haya la misma precipitación en forma de nieve que antes, pasando de ser un fenómeno relativamente frecuente a ocasional en la población, si bien es raro el invierno que al menos un par de veces no se torne de blanco. También está provocando cambios en los hábitos de los animales y de las plantas, que en ocasiones florecen antes debido a los bruscos cambios, pasando del frío al calor y viceversa en poco más de 24 horas.

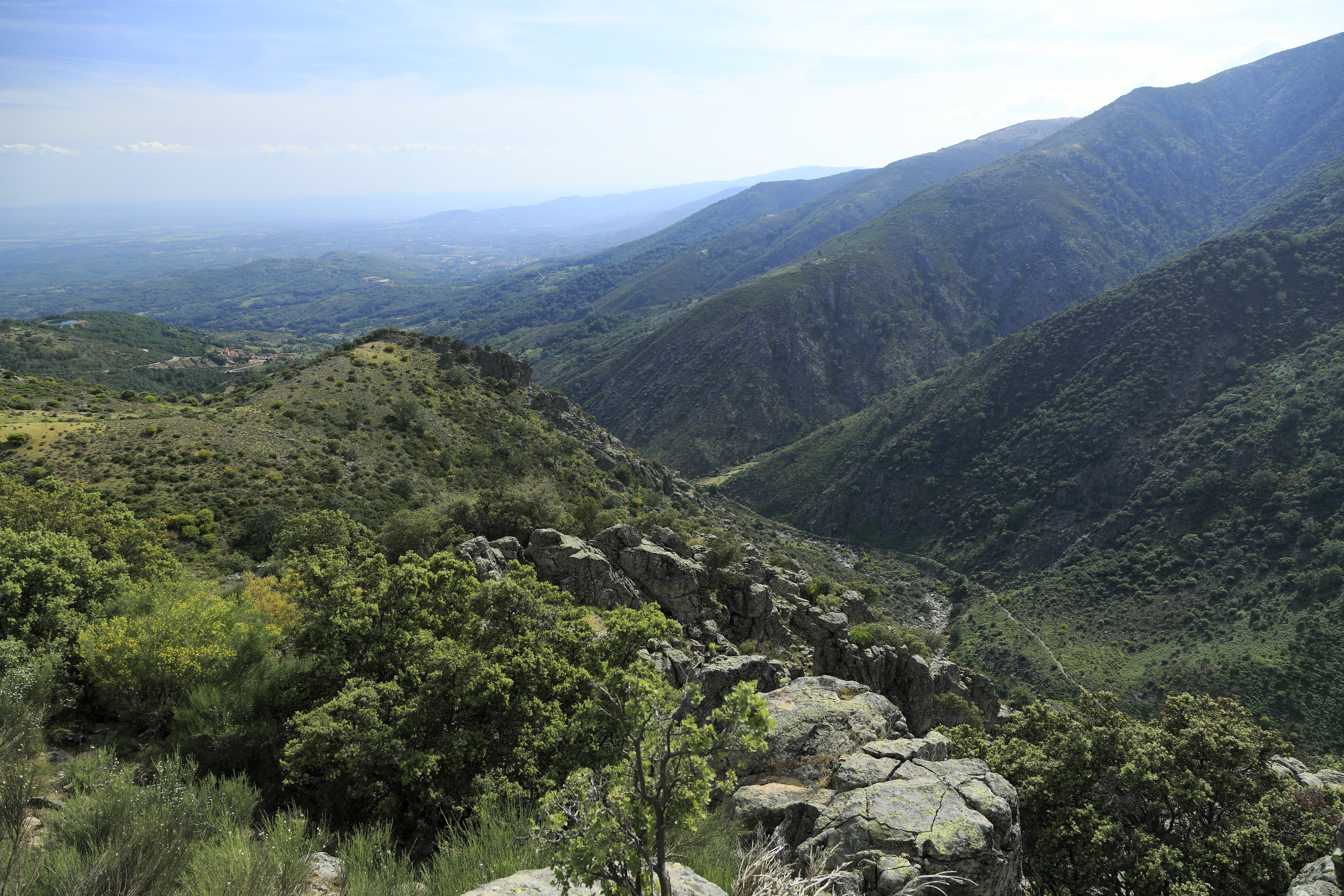
Paisaje en el municipio

Guijo tiene una estrecha relación con la montaña, ya que está enclavado en la misma falda. El punto más alto es El Estecillo, a 2250 m sobre el nivel del mar. Hay otras cumbres como La Portilla Jaranda (2021 m) y Las Solanillas (2240 m). Todo es bastante escarpado y con desniveles muy grandes. Es reseñable el refugio de Nuestra Señora de las Nieves, situado a casi 1500 m y desde el cual se tienen vistas de toda la sierra y los llanos. 
El clima aquí ya es de alta montaña, con más precipitaciones y temperaturas entre 7 y 9 °C más bajas que en la población según el gradiente vertical de temperatura. La vegetación se compone principalmente de roble, pero también pueden encontrarse encinas, ambas especies hasta unos 1600 m sobre el nivel del mar. El agua abunda por todo el término municipal, con numerosas fuentes y gargantillas, como la del Campanario.

## Historia
La tradición oral nos cuenta que Viriato era hijo de estas tierras, y que por ellas anduvo hasta que empezó su lucha contra los romanos.
Los primeros datos escritos nos hacen pensar que esta aldea fue fundada hacia 1400, y que perteneció a Jarandilla hasta su independencia en 1816.
A la caída del Antiguo Régimen la localidad se constituye en municipio constitucional en la región de Extremadura que desde 1834 quedó integrado en Partido judicial de Jarandilla que en el censo de 1842 contaba con 85 hogares y 466 vecinos.
El Guijo, como define José María Pereda, es: «esa franja paradisíaca que se extiende entre los coletazos occidentales de la Sierra de Gredos y los del Tiétar, en la alta Extremadura».
El escritor jarandillano Gabriel Azedo de la Berrueza, en su libro Amenidades, florestas y recreos de la provincia de la Vera Alta y Baja de la Extremadura (1667), describe el Guijo de la siguiente forma: «Es lugar el Guijo de hasta sesenta vecinos, y está al pie de la misma sierra. Allí sí que son las aguas de las fuentes frías y buenas. Es el lugar muy recreable, ameno y regalado. Hácense en él buenas mantequillas y el mejor queso fresco y mantecoso que se conoce».
La población (como su municipio y como el resto de la Vera) goza de un clima que hace de ella un auténtico vergel. Estando protegida por el Sistema Central de los vientos fríos del este y del norte, y acariciada por los vientos húmedos del Atlántico, su clima es especialmente benigno, de pluviosidad abundante (más de 1100 mm de media anual), lo que le sitúa dentro de la denominada "España húmeda".
Gabriel Azedo: «La tierra es de su naturaleza de buen clima, apacible, delicioso y recreable, de aires puros y salutíferas aguas, y en todo tiempo [presenta] una entretenida floresta donde ni el verano es molesto en los calores ni el invierno es penoso en el rigor de los fríos».

## Demografía
Guijo de Santa Bárbara cuenta con una población de 363 habitantes (INE 2024).
| Gráfica de evolución demográfica de Guijo de Santa Bárbara entre 1842 y 2021                                        |
| |
| Población de derecho según los censos de población del INE Población de hecho según los censos de población del INE |

## Economía
Construcción, agricultura, ganadería y turismo.

## Patrimonio

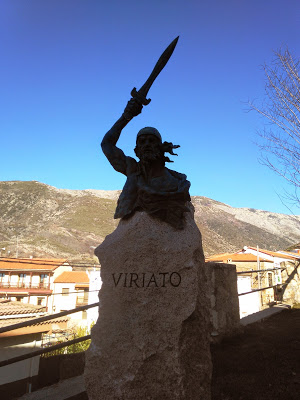
Busto de Viriato en Guijo de Santa Bárbara

- Iglesia parroquial católica bajo la advocación de Nuestra Señora del Socorro, en la Archidiócesis de Mérida-Badajoz, Diócesis de Plasencia, arciprestazgo de Jaraíz de la Vera.[5] Iglesia de Nuestra Sra. del Perpetuo Socorro (1776-78), con una espléndida bóveda mozárabe.
- Ermita de las Nieves (la más alta de Extremadura, a unos 1500 m).
- Plaza de toros tradicional.
- La Era: Lugar donde antiguamente trillaban.
- Busto de Viriato. Inaugurado en 2014.
- El Guijo es famoso por sus calles típicas, con casas que aún respetan la arquitectura "verata" de años atrás, con vistas a la sierra y a sus gargantas; por su pan, su queso, su licor de gloria y sus mermeladas (sobre todo la de frambuesa).
- Charco El Trabuquete, en la garganta de Jaranda.
- Refugio de Nuestra Señora de las Nieves. Ruta senderista con hermosas vistas hasta la ermita de la virgen.

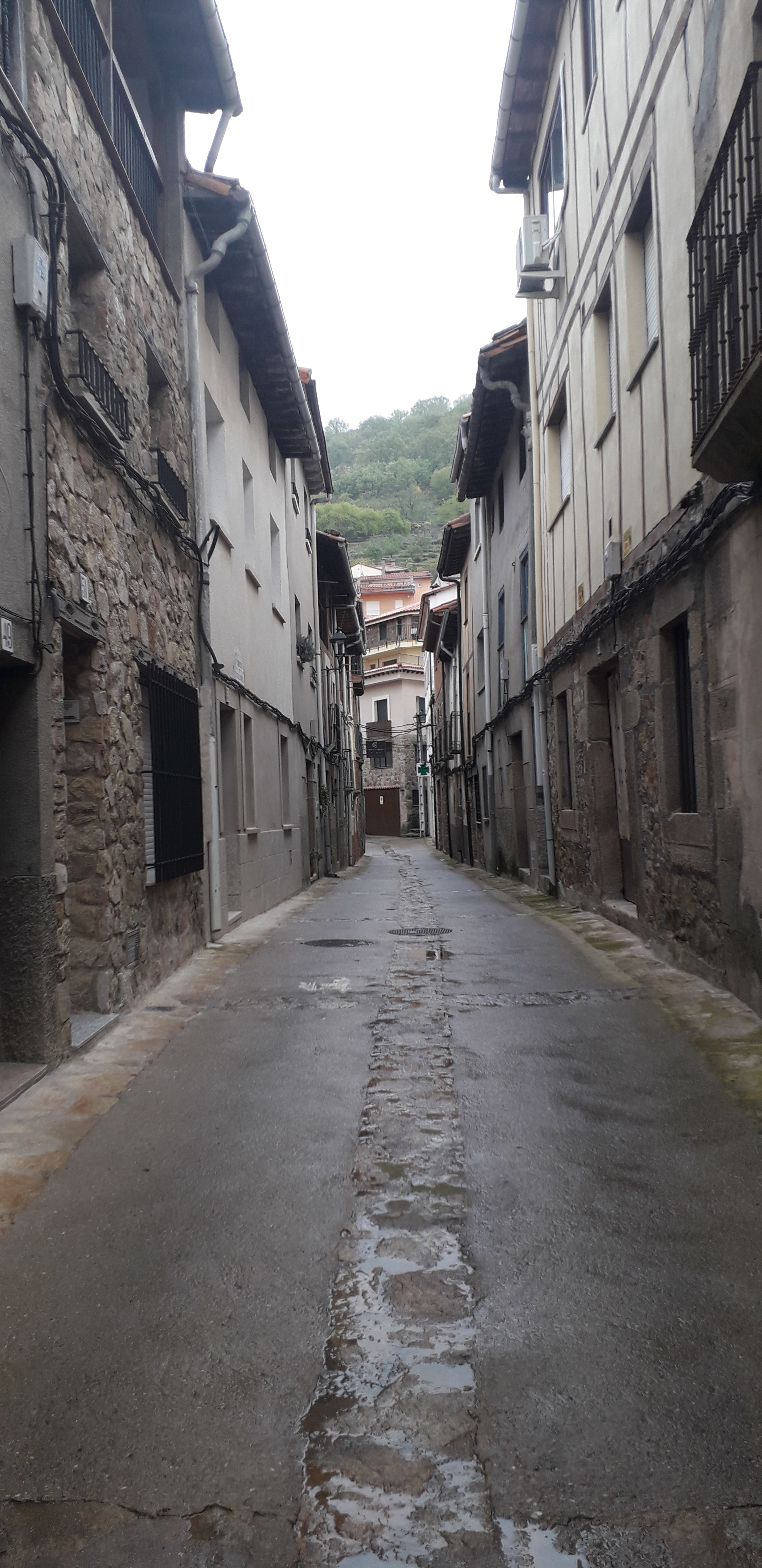
Calle de la localidad

## Cultura
Folclore
Municipio con gran tradición musical, tanto folklórica como popular. Cuenta, en 2009, con dos grupos de rondas que ofrecen un numeroso repertorio de jotas, rondeñas, aragonesas..., los dos interpretan, además, la Misa Extremeña adaptada a los ritmos más vivos del folklore de la comarca verata y sur de Ávila. Rondan por las calles y también actúan en escenarios.
El día 15 de agosto de 2009, el grupo "Ronda de los Vettones", estrenó, en la plaza de los Corredores de Guijo, una jota dedicada al municipio, titulada "La jota de Pimensaillo", cuyos autores de música y letra son Mercedes Jiménez Sánchez y Francisco Bernardo Huertas. Por su parte, el grupo "Ronda de las Nieves" ha editado en 2009 su primer disco titulado "De Rondeo" donde se muestra la variedad musical del folclore de la localidad, rescatando romances como el de "La Mora Cautiva".
Costumbres
- Correr las vaquillas en agosto, en la tradicional plaza al estilo "verato"
- Las Matanzas Tradicionales.
- Viriato el último fin de semana de mayo.
- El Día de la Boya en Pascua.
- Los Calvotes en los Santos.
- Los Danzantes en Santa Bárbara.
- Subida al refugio.